# Max Fridman
Max Fridman è un personaggio dei fumetti creato da Vittorio Giardino, protagonista dell'omonima serie.
Il nome completo del personaggio è Maximilien David Fridman.

## Storia editoriale
Giardino ha completato sei cicli di storie, tutti raccolti in volume (la data si riferisce alla prima edizione):
- Rapsodia Ungherese (Edizioni L'Isola Trovata, 1982);[1]
- La Porta d'Oriente (Edizioni Milano Libri, 1986);[2]
- No Pasarán vol. I (Lizard Edizioni, 2000);[3]
- No Pasarán vol. II (Lizard Edizioni, 2002);[3]
- No Pasarán vol. III (Lizard Edizioni, 2008);
- I cugini Meyer (Lizard Edizioni, 2025).[4]

## Caratteristiche
Sempre con la caratteristica barba rossa e con un carattere introverso, Fridman è un ex agente dei servizi segreti francesi domiciliato a Ginevra, richiamato suo malgrado nel febbraio 1938. Sebbene non dotato di forza fisica e coraggio straordinari, è considerato uno dei migliori professionisti nel campo.

## Contesto
Le storie di Max Fridman si svolgono tutte nel 1938, sullo sfondo di una situazione europea che volge decisamente verso la guerra sempre più imminente; a proposito di ciò, Vittorio Giardino ha infatti dichiarato: «Ho collocato Max Fridman in un preciso contesto storico perché volevo parlare, in generale, di storia e di politica, e di quanto i grandi fatti influiscano sulle nostre piccole storie personali. Per un attimo ho pensato di farne un eroe di oggi, ma poi ho avuto il dubbio, ritengo sensato, che i tempi della letteratura non possano mai coincidere con l'attualità.» .
Giardino cura al massimo ogni dettaglio, dalle date agli spostamenti all'abbigliamento dei personaggi, che si intersecano con le vicende del protagonista in Ungheria, Grecia, Turchia, Spagna, Austria e Svizzera.